# 伯方島
伯方島（はかたじま）は、愛媛県今治市にある島である。造船所4社があるほか内航船主体ながら船主の集積も見られ、海運と造船の島として知られる。また「伯方の塩」の名前の由来となった地でもある。

## 地理
瀬戸内海のほぼ中央、芸予諸島に属する島。愛媛県の広島県との県境（海上）に位置する。離島であったが、瀬戸内しまなみ海道（道路としては西瀬戸自動車道）により本州及び四国と「陸続き」である。島の南部、叶浦地区に伯方島インターチェンジがある。
北は生口島、東は岩城島、赤穂根島、津波島に、南は大島に、西は大三島にそれぞれ海を挟み対する。大島との間の宮窪瀬戸（鵜島との間は船折の瀬戸とも呼ばれる）には無人島の鵜島、見近島があるが、いずれも旧宮窪町域に属している。属島として船折の瀬戸の伯方島側に小島・鶏小島がある（こちらは旧伯方町域）。
行政区画としては、2005年1月16日の旧越智郡伯方町と今治市他の合併により、今治市の一部となった。
2005年の合併前までは同じ越智郡の中に波方町（なみかたちょう）があり、混同されることもあった。
- 山　
  - 宝股山（ほこさん、鉾山と書くこともある） - 島の最高峰、標高303.7m、伯方富士とも呼ばれる（郷土富士の一つ）。
  - 開山（ひらきやま） - 桜の名所として知られる[4]。
- 海峡

近くの島々との海峡は潮流も急で、特に大島との間の船折瀬戸、大三島との間の鼻栗瀬戸は急潮で知られる。

## 自然
地質
生物
2012年に出版された『伯方島の生物―第三次伯方島生物総合調査報告2012―』（愛媛県教育研究会理科部会生物部門編）に、この島の生物相が網羅されている。
- 4種のウスバカゲロウが記録されている[7]。

## 社会

### 越智郡島しょ部でのポジション
当地は大島、大三島とともに三島五町（さんとうごちょう）と呼ばれる越智郡島しょ部の中心に位置し、警察署、消防署、法務局出張所や電話会社や電力会社の営業所などが置かれた。ただ、瀬戸内しまなみ海道など交通の便の向上と過疎化にともなう利用件数の減少に伴い、法務局出張所は廃止されている。

### 地域・集落
島の中心に山がある関係で、島の周囲の海岸沿いに集落が形成され、藩政期には既に本浦、有津、伊方、叶浦、北浦の5か村があった。
島の東部の木浦には東伯方村の役場がおかれ、のちに昭和15年に東伯方村は町制施行し「伯方町」となり、伯方町役場となった。このように木浦は町の中心として栄えた。民家のほか各種行政機関等が集積する島最大の集落となった。港の近傍には造船所2社があるほか、停泊している船舶も多い。木浦港の2Km沖で瀬戸内海汽船の今尾連絡船・第十東予丸が遭難、死者397名を出す県内最悪の海難事故（第十東予丸沈没事故）となった。これが瀬戸内しまなみ海道架橋の契機の一つとなった。曹洞宗禅興寺に慰霊塔が有る。

### 学校
高等学校
- 愛媛県立今治西高校伯方分校

中学校
- 伯方中学校
- 西伯方中学校 2007年閉校伯方中学校に統合

小学校
- 伯方小学校

有津小学校 - 2007年3月閉校、伯方小学校に統合
伊方小学校 - 2007年3月閉校、伯方小学校に統合
北浦小学校 - 2007年3月閉校、伯方小学校に統合

### 文化
海にちなむ文化が息づいている。
- 矢崎浜のえんこ（河童）石（古民話）

伯方島の南岸・船折瀬戸の近くの矢崎浜あたりの海にその昔河童（エンコ）が棲みついていた。河童は砂浜で遊ぶ地元の子どもたちや通りすがりの人によくいたずらをして、人々を困らせていた。一計を案じた村人が砂浜でこのかっぱを生け捕りにした。捕まえられた河童は村人たちに「もう二度と悪さはしません。助けてください。そのしるしに証文を渡します」と涙ながらに謝った。村人たちもやがてかわいそうになり、縄をほどいて放してやった。河童はたいそう喜んで、沖の方に向かって大声で叫んだ。すると河童が大勢で海の中から大きい石を担いできて砂浜へ担ぎ上げ、「この石が証文だ」と告げ石を置いて海に帰っていった。
その日から河童は姿を現わさなくなった。村人はこの石を「えんこ石」と呼び、大切にした。今日、矢崎浜には「えんこ石」の石碑が建っている。
子どもが一人で海で遊ぶと波にさらわれて危ないということを戒めるための話と推測される。同様の河童話は西予市明浜町や南宇和郡愛南町などにもある。
エンコは河童のこと。「石碑」は「えんこ石」とひらがな表記のため、文中、原則としてひらがな表記とした。

## 産業
- 藩政期から今治藩が製塩を奨励、塩田を用いた製塩業が栄えたがのちに塩田は廃止されたものの、製塩業として形を変えて存続している。塩田跡地はクルマエビ養殖場などに転用された。
- 木浦港は潮待ち・風待ちの港の一つであったが、やがて船づくりに発展し、島しょ部の中でも造船業が盛んで、近隣の島からも造船工が通ってくる[1]。

### 第一次産業
- 農業 - 柑橘類、花き栽培（菊など）
- 水産業 - 沿岸漁業のほかクルマエビ養殖

### 第二次産業
- 造船業 - 島内に4造船所
- 製塩業 - 島内に2社あり：伯方塩業（伯方の塩）、伯塩産業（調理の塩）の生産で全国的に知られる。
- 縫製業

### 第三次産業
- 海運業 - 船主が多数島内に存在している。船舶貸渡業主体である。

## 交通

### 道路
- 高速道路

本州四国連絡道路の1つ・しまなみ海道（西瀬戸自動車道）が通る島の1つであり、伯方・大島大橋で大島と大三島橋で大三島と結ばれている。
島内には伯方島インターチェンジがある。
- 国道

国道317号
- 県道

愛媛県道50号伯方島環状線

### 海上交通
- 港湾 - 木浦港（きのうらこう）、北浦港、熊口港（くまごこう）、尾浦港

木浦港
- 快速船

今治港 - 土生港（因島）間の航路が寄航している。寄港地は上記に加え、今治 - 友浦 - 木浦。一日9往復、芸予汽船が運航。
芸予汽船 時刻表＆運賃表
- フェリー航路

芸予観光フェリーによる今治港 - 土生港間の航路が寄港していたが、2006年5月1日に今治 - 友浦（大島） - 木浦間は休止され、木浦-岩城（岩城島） - 佐島 - 弓削（弓削島） - 生名（生名島） - 土生（因島）間のみにて一日4往復が運航されていた。しかし、輸送量の減少、燃料コスト高もあって、2008年5月末で廃止された。
北浦港
伯方島の北部に位置し、生口島と対している。江戸時代の末頃に塩田が築造され、塩の積出港として発展してきた歴史がある。1962年、桟橋竣工。1971年の塩業近代化臨時措置法が成立し、同年末に塩田は廃止された。その跡地を利用してクルマエビの養殖が営まれてきた。かつては生口島へのフェリー航路が運航されていたが、西瀬戸自動車道（瀬戸内しまなみ海道）の開通により廃止され、現在は定期航路はない。
熊口港（くまごこう）
島の西部に位置し、前面は鼻栗瀬戸を隔てて大三島（今治市上浦町瀬戸崎）の対岸にある小さな港。三方に山が迫り、港の背後は集落があり、伊方小学校もある。市町村管理港湾。
今治 - 三原航路の寄航港として発展してきた。また、今治港 - 井口港の快速船が一日6往復運航されていた時期もあった。関連航路は西瀬戸自動車道（瀬戸内しまなみ海道）の開通により廃止された後、2005年10月1日からせと観光ボート有限会社の今治-三原間の高速船が寄航開始したが、燃料油価格の高騰などを理由に2007年1月20日に再び休止された。
尾浦港
島の南部、大島の宮窪に向き合った位置にあり、宮窪との間にフェリー航路がある。

## 名所
- 開山 - 山頂周辺が開山公園として整備され、桜の名所になっている[4]。
- 船折瀬戸
- 道の駅伯方S・Cパーク
- 伯方歴史文化公園

## 名産
- 塩（「伯方の塩」ほか）
- 塩ラーメン
- クルマエビ
- 蜜柑